# Jon Aberasturi Izaga
Jon Aberasturi Izaga (Vitòria, 28 de març de 1989) és un ciclista basc, professional des del 2010. Actualment corre a l'equip basc Euskaltel–Euskadi.

## Palmarès
- 2008
  - 1r a l'Oñati Saria
- 2011
  - Vencedor d'una etapa al Gran Premi Crédito Agrícola de la Costa Azul
- 2016
  - Vencedor d'una etapa al Tour de Corea
  - Vencedor d'una etapa a la Volta a Hokkaidō
- 2017
  - Vencedor d'una etapa al Tour de Tailàndia
  - Vencedor d'una etapa a la Volta al Japó
  - Vencedor de 2 etapes al Tour de Corea
  - Vencedor de 2 etapes a la Volta al llac Qinghai
  - Vencedor d'una etapa a la Volta al llac Taihu
  - Vencedor d'una etapa al Tour de Hainan
- 2018
  - Vencedor d'una etapa a la Volta a Aragó
- 2019
  - 1r al Circuit de Getxo
  - Vencedor d'una etapa als Boucles de la Mayenne
  - Vencedor d'una etapa a la Volta a Burgos
- 2020
  - Vencedor d'una etapa a la Volta a Hongria
- 2021
  - Vencedor d'una etapa a la Volta a Eslovènia

### Resultats a la Volta a Espanya
- 2018. 146è de la classificació general
- 2019. 140è de la classificació general
- 2020. 117è de la classificació general